# Білл Ворд
Вільям Томас Ворд (англ. William Thomas Ward, нар. 5 травня 1948, Астон, Бірмінгем, Англія) — британський барабанщик і візуальний художник, автор пісень, відомий як учасник гурту Black Sabbath. У списку «100 найвеличніших барабанщиків всіх часів» журналу Rolling Stone посідає 42-ге місце.
Він також виконав ведучий вокал у двох піснях Black Sabbath: «It's Alright» з альбому «Technical Ecstasy» і «Swinging the Chain» з альбому «Never Say Die!»